# Trandolapril
Trandolapril tillhör läkemedelskategorin ACE-hämmare och används för att behandla högt blodtryck. Det kan även användas för att öka möjligheterna att överleva för patienter som har drabbats av hjärtsvikt till följd av en hjärtinfarkt. Trandolapril hämmar den enzym som får blodkärlen att dra sig samman, vilket leder till ett förbättrad blodflöde och att hjärtat på ett mer effektivt sätt kan pumpa blod.
De vanligaste biverkningarna av läkemedlet är trötthetssymptom, huvudvärk, yrsel samt ihållande hosta. Mer allvarliga biverkningar som kan uppstå inkluderar svullnad, lågt blodtryck, leversvikt, låg andel vita blodkroppar samt förhöjda nivåer av kalium.